# Park de Kuil
Park de Kuil is een park in Amsterdam Nieuw-West.

## Park
Het park is gelegen ten westen van de wijk Geuzenveld en ten zuiden van de wijk de Eendracht. Het park grenst oostelijk aan de Cort van der Lindenkade, zuidelijk aan de Van Karnebeekstraat/Nico Broekhuysenweg, westelijk aan de Bok de Korverweg en noordelijk aan de Bruins Slotstraat/Sam van Houtenstraat.
Van oorsprong was het gebied vanaf eind jaren 50 een grote open vlakte tussen de bomen even voorbij de bebouwing van Geuzenveld, met aan de andere kant de volkstuincomplex "Tigeno" en sportvelden. Het gebied stond bij de plaatselijke bevolking vanwege de lage ligging destijds bekend als de Kuil en werd naast voor het uitlaten van honden ook veelvuldig gebruikt voor sport en spel.
Begin 21e eeuw is het gebied onder leiding van landschapsarchitect Pieter Boekschooten veranderd in het eerste ecologische park van Geuzenveld. Er waren veel problemen bij de aanleg omdat de dijk die om het park loopt kwelwater lekte. De grond moest gedraineerd worden en de natte plekken werden uitgegraven, daarmee ontstonden er vijvers. Met de vrijgekomen grond werden speelterreinen gemaakt.

## Kunstwerken

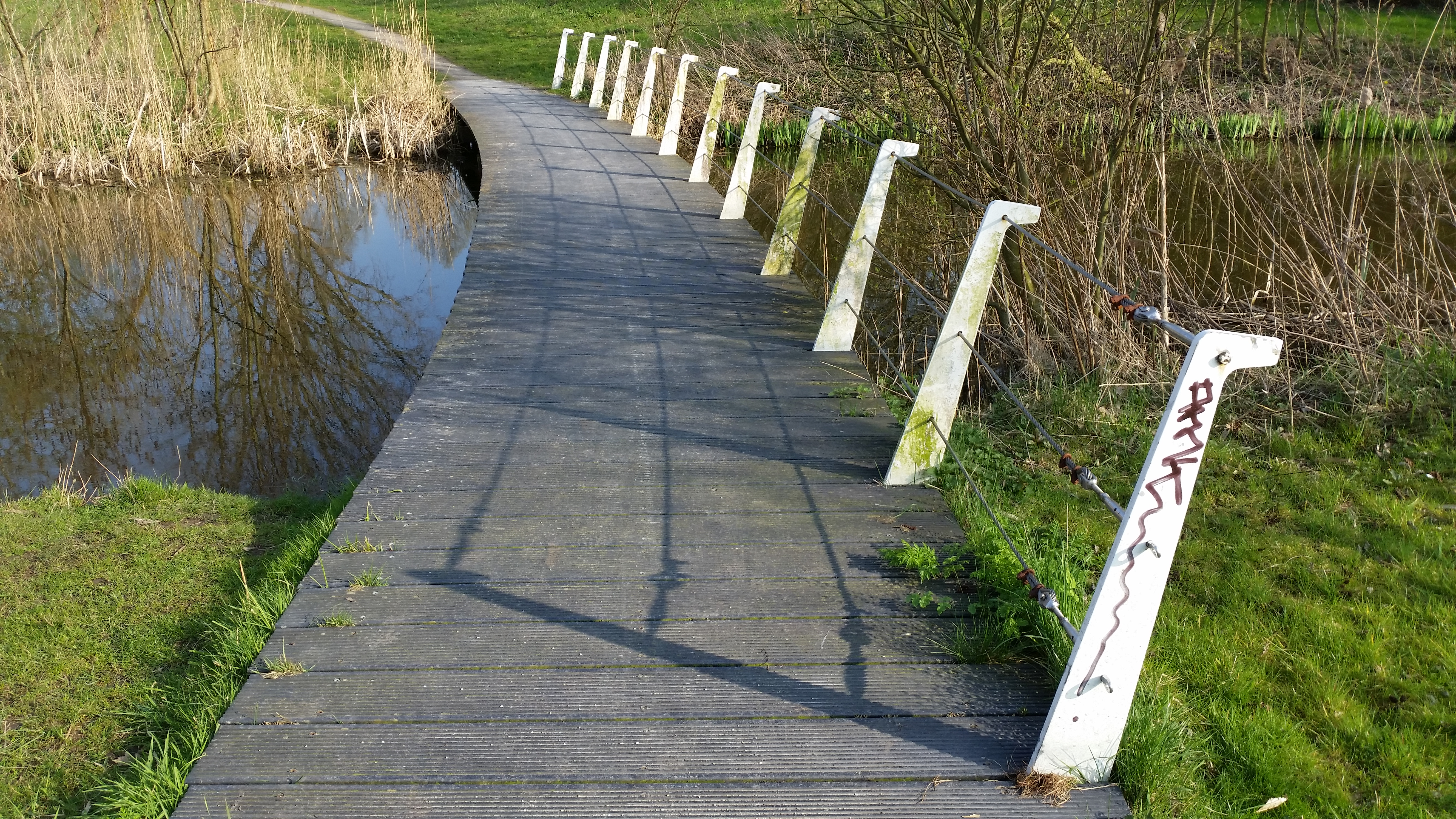
Brug 2382 (maart 2019)

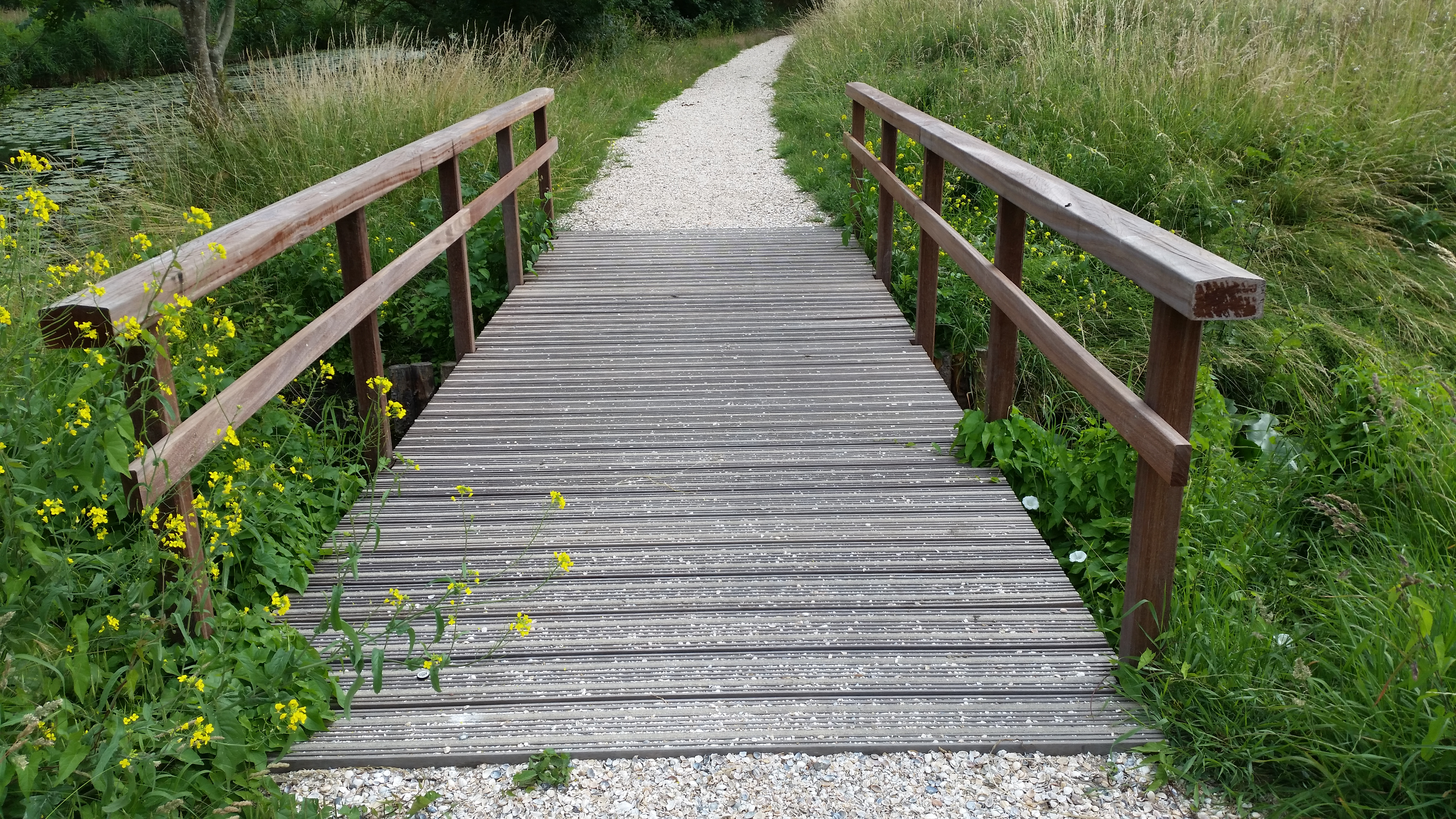
Brug 2396 (juni 2018)

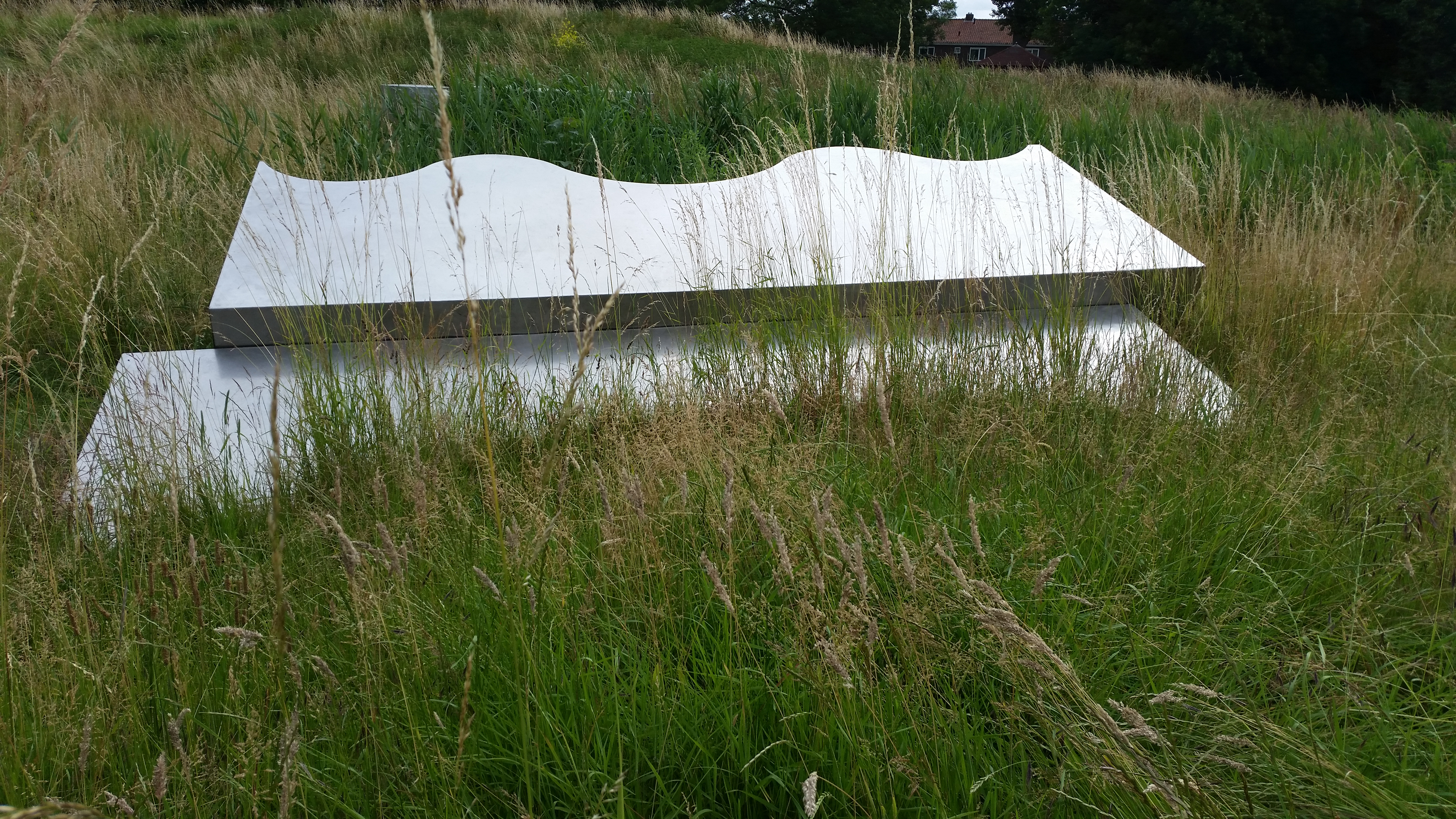
Deel van Plastiek in landschap (juni 2018)

Midden in het park staat/ligt het tweedelige kunstwerk Plastiek in landschap van Hans Mantje. Bouwkundige kunstwerken zijn brug 1829 (naar de Cort van der Lindenkade). In het park liggen voorts de kleine bruggen 2382 en 2396. Een kunstwerk wat in beide categorieën geplaatst is, is brug 1828, de zogenaamde Torenpoortbrug uit 1995 geplaatst naar een ontwerp van Gert Vos.

### Brug 2382
Brug 2382 is een vaste brug in Park de Kuil. De brug is bijna geheel van hout (paalfundering, liggers en loopplanken). De balusters zijn van staal net als de kabels die moeten voorkomen dat mensen te water raken. De brug heeft maar aan zijde een dergelijke leuning. De brug stamt uit rond 2012.

### Brug 2396
Brug 2396 is een vaste brug in het Park de Kuil. Het is een geheel houten brug (paalfundering, liggers, loopdek en leuningen). Het bruggetje stamt uit de jaren tien van de 21e eeuw. Ze ligt over een waterverbinding tussen een vijver in het park en een nabijgelegen afwateringstocht nabij Plastiek in landschap. Het bruggetje is alleen geschikt voor voetgangers.